# 村井聖夜
村井 聖夜（むらい せいや、2月1日 - ）は、コナミデジタルエンタテインメント所属のゲームミュージックの作曲家。神奈川県出身、血液型はA型。好きな食べ物はカレー。好きなアーティストはイエロー・マジック・オーケストラ。「村井聖夜」という名はアーティスト名義としての名前で、本名は非公開。シンセサイザーを使用した楽曲が多く、主に『pop'n music』シリーズや『KEYBOARDMANIA』シリーズ（現在シリーズは凍結）、『オトカドール』に曲を提供している。

## 来歴
5歳の頃から8年間ピアノを習い続けており、中学2年生の頃にはテクノポップのバンドを組んでいた。音楽業界に携わる前はコンピュータグラフィックを学んでいた（この頃、音楽はまだ趣味の域だった）。また、コナミ入社前にはテクノポップ系の音楽雑誌の編集者だった時期があり、当時自主制作活動中だったALI PROJECTとはその頃から交流が深い。その後、CGによるアニメーションや電子音楽を学びにアメリカに2年ほど留学をし、アメリカからの帰国を目前にコナミの中途採用の広告を見つけ、国際電話で面接のアポイントメントを取った。コナミ入社後は、家庭用ゲーム部門で『みつめてナイト』や『ときめきメモリアル』の楽曲制作などに携わっていたが、『pop'n music 4』の開発にあたって、サウンドディレクターとして招聘されてチームに参加し、『KEYBOARDMANIA』シリーズや『オトカドール』のサウンド担当を経て現在にいたる。

## セイヤノヤボウ
2005年8月30日に「BEMANI EXPO」というBEMANIシリーズのコラボレーション企画のサイトで「セイヤノヤボウ」（前書きを含め全10回）というコーナーが出来た。内容はギターの習得に何度も挑戦し挫折している時、初めてギタドラシリーズ（『GUITARFREAKS』と『drummania』の略）に楽曲を提供することになり、ある日の会議に参加して「3ヶ月以内にギターを買い、練習し、曲を提供する」という軽い冗談を言ったところ泉陸奥彦の賛同によりそれを実行せざるを得なくなり、本人はこれをきっかけにギターコンプレックス払拭を目指す。変則チューニングを使い弾けるようになり、BEMANIナンバーズの企画でdj TAKAと共に「しっぽのロック」を提供した。

## 楽曲の名義・活動
メロディーを重視した曲が多く、『pop'n music』シリーズに最も多くの楽曲を提供している。
曲の特徴によってさまざまな名義を使うが、村井個人としての主だった名義は「WORLD SEQUENCE」、「V.C.O.」、「エレハモニカ」である。
WORLD SEQUENCEは世界のさまざまな民族音楽を独自の解釈で昇華して制作された楽曲に使われる名義。
V.C.O.は、テクノ系の楽曲の時に使われる名義。「Voltage Controlled Orchestra」の略である。その名義の通りYMOからのインスパイアか、どちらかと言えば電気的なテクノが多い。
エレハモニカは知り合いであるALI PROJECTの曲調に憧れ、村井本人が思うダークサイドな雰囲気のある楽曲の際使われる名義。
ときめきメモリアルの時から一緒に仕事をしていた歌手兼作詞家のくまのきよみと「ナチュラルベア（natural bear）」や「Kiyommy+Seiya」というユニットを結成している。曲の雰囲気によって名義を使い分けている。
ナチュラルベア（natural bear）は明るく軽やかな楽曲の際使われる名義。
Kiyommy+Seiyaはやや大人な雰囲気をかもし出すポップス嗜好の楽曲の際使われる名義。
2002年12月18日に「pop'n music Artist Collection natural bear & Kiyommy + Seiya」というアルバムも出している。そのアルバムの中の「ＴＱ〜チキュウ〜」という曲は、村井本人が歌唱している。
元BeForUメンバー南さやか（SAYA)と、その実姉でもあり、『モーニング娘。』主演ミュージカルの一般公募に合格した東條江身（EMI）の女性デュオ「秋桜」のプロデュースを初めとしてプロデュース活動も行なっており、秋桜のミニアルバムも発売した。
コナミ社内でも比較的古参コンポーザー故に8bit機時代の曲作りにも精通しており、アーケード版『pop'n music 14 FEVER!』に収録された楽曲「スーパーマリオブラザーズ BGMメドレー」では、素材提供を受けずファミコン音源を自ら忠実に再現した。また、『beatmania IIDX14 GOLD』の収録曲「TRANOID」は、djTAKAが作成した曲に村井が8bit音源をつけたということが公式サイトのコメントで明らかになっている。

## AltとA.I.Units
Alt（アルト）またはA.I.Units（エーアイユニッツ）が名義に含まれている楽曲は、コンピュータによる合成音声に歌唱させている。初出は村井がポップン8で作曲した楽曲「0/1 ANGEL」であり、同曲の担当キャラクター「ALT」の名にちなみ、村井はこの合成音声にも同様の名前を名付けている。使用技術は異なるものの、いわゆる「VOCALOID」など合成音声による歌唱の先駆けとも言え、ポップンキャラクターである「ALT」が実際に自身の曲を歌唱しているといった、キャラクター性も伴ったその要素は後の「初音ミク」などの先駆けとも言える。また『pop'n music』での設定ではALTは3人兄弟の末っ子で、双子の姉OPT、ひとつ年上の兄SHIFTがおり、彼らと組んで結成したコーラスグループが「A.I.Units」という設定となっている。含まれている名義がAlt単独の場合はソロ（担当キャラもALT）で、A.I.Unitsの場合は村井が手がけた別のキャラの担当曲でのコーラスを担当している。
2011年11月23日にはコナミスタイルにて、バーチャルシンガー「ALT」のソロアルバム『0/1 ANGEL』（「ALT produced by seiya-murai」名義）が、ゲームソフト『pop'n music portable 2』と共に同時発売された。これまでBEMANIシリーズでALTの歌唱した楽曲が全て再ミックス・追加制作によるロングバージョンになり、ボーナストラックも収録されている。なお、このCDではポップンミュージック本編では既に削除されてしまったALT歌唱によるカバー版「コンピューターおばあちゃん」のフルサイズ版が収録されているが、これについては村井がTwitter上において、「ゲーム入れるよりCDのほうが許諾手続き的には JASRACに届けるだけでスムーズ。だから可能だった」と述べている。

## 手がけた楽曲
pop'n music
- pop'n music 4
  - 愛言葉〜アイコトバ〜 / 課長とマミちゃん
  - 恋は天然 / ナチュラルベア
  - 今宵Lover's Day (pm8にLive Ver.も収録) / ミッキー・マサシ
  - すれちがう二人 Millennium mix / aprésmidi/Millennium Project[曲注 1]
  - 透明なマニキュア / Kiyommy+Seiya
  - birds / Sana
  - ELECTRONISM
  - Hi-Tekno Millennium mix / Hi-Tekno/Millennium Project[曲注 1]
  - Tap'n! Slap'n! Pop'n Music! / Popper Head
  - TOON MANIAC / Theme from "TOON MANIA"
  - Quick Master Millennium mix / act deft/Millennium Project[曲注 1]
- pop'n music 5
  - お江戸花吹雪 TEYAN-day MIX / 高田香里 ReMIXed by SEIYA[曲注 1]
  - クチビル / 中山マミ
  - 天麩羅兄弟 / TEMPULA-BROS.
  - どうなっちゃったって / チャーミングス
  - 龍舞〜DRAGON DANCE〜
  - Love Is Strong To The Sky〜V.B.-Remaster / SAORI[曲注 1]
  - POP-STEP-UP / SOUNDROID
  - WITHOUT YOU AROUND / GEILA.Z
- pop'n music 6
  - うるとら★ボーイ / V.C.O. featuring Yuko Asai（浅井裕子との共作）
  - マシュマロ・マーチ / まろりんズ
- pop'n music 7
  - スウィーツ / natural bear
  - 電気人形 / フレディ波多江とエレハモニカ
  - 透明なマニキュア moonlit mix / Kiyommy+Seiya[曲注 1]
  - 龍舞〜DRAGON DANCE Revision-2〜 [曲注 1]
  - CHICKEN CHASER
- pop'n music 8
  - 0/1 ANGEL / V.C.O. featuring Alt
  - Tir na n'Og
  - ホノホノ / YASHI GANI
- pop'n music 9
  - 禁じられた契約 / フレディ波多江とエレハモニカ
  - コンピューターおばあちゃん (『みんなのうた』の曲のアレンジカバー) / V.C.O. featuring Alt[曲注 2]
  - 掌の革命 / Kiyommy+Seiya[曲注 2]
  - 어찌됐든（オッチ ドゥェ テゥン） / Ahn Sungyoon[曲注 1]
- pop'n music 10
  - 絡繰男爵奇譚
  - スウィーツ〜instrumental / private states[曲注 1]
  - ラブ・アコーディオン / WORLD SEQUENCE plays "mon cheri H.T."[曲注 1]
  - SCI-FI / SEIYA+A.I.Units
  - This way / HIROMI
- pop'n music 11
  - 烏 / 黒踊社中[曲注 2]
  - ANAHONIKUY -雪の華PuzzLeMix- / moonlit[曲注 1]
  - AUSLANDSGESPRACH
  - Space Dog / Sana
  - YOLCU MUSTAFA
- pop'n music 12 いろは
  - 乱
  - home. / 秋桜+WORLD SEQUENCE
  - New days / ko-saku[曲注 3]
  - Pop'n Xmas 2004 〜電子ノウタゴエ〜 / strawberry barium "s"[曲注 4]
  - Trick or Treat! / Three Little Evils
- pop'n music 13 カーニバル
  - キボウノタネ / 秋桜
  - DAWN / PARSEC[曲注 5]
  - Der Wald
  - fffff（フォルテシシシシモ） (pm13カーニバル/IIDX15CS/IIDX19 Lincle) / Five Hammer
- 家庭用 pop'n music 13 カーニバル
  - セイント★セイジのうた / 西本英雄ともうしま児童合唱団[曲注 3]
  - ニワトリなのだ / A.I.Units
- pop'n music 14 FEVER!
  - オトメルンバ♪ / るるるSYSTEM[曲注 5]
  - BBLLAASSTT!! / five sticks
  - flutter / 裕紀子+V.C.O.[曲注 3]（コナミスクールのピアノ講師である 裕紀子との共作）
  - fragments / 秋桜
  - PARTY A GO GO ☆ / サドルシューズ[曲注 6]
- 家庭用 pop'n music 14 FEVER!
  - forest song / MIKI-CHANG + Worldsequence[曲注 3]
- pop'n music 15 ADVENTURE
  - 恋のミラクル☆ / るるるSYSTEM[曲注 5]
  - 走り続けて / 秋桜
  - Quiet / フレディ波多江とエレハモニカ
  - THE MAN FROM FAR EAST (『みつめてナイト』BGMのアレンジ)[曲注 2]
- pop'n music 16 PARTY♪
  - EFFECT / mu-Ray-ZY[曲注 7]
  - existence / parsec[曲注 5]
  - Have a good dream. / private states
- pop'n music 17 THE MOVIE
  - fffff op.2 / Five Hammer
  - GEO SONG/ world sequence feat.Sana
  - The Aim of Nautilus / mu-Ray
  - ZIN-DEN-GO
- pop'n music 18 せんごく列伝
  - 五七五
  - O・KU・NI / seiya-murai feat. 楽芭
- pop'n music 19 TUNE STREET
  - 風と自転車 / ウォリ＆荒牧陽子
  - Linear Locomotive Love / seiya-murai feat.ALT
- pop'n music 20 fantasia
  - そして世界は音楽に満ちた / wac+seiya[曲注 8]
  - DOES NOT COMPUTE / フレディ波多江とエレハモニカ feat.ALT
- pop'n music Sunny Park
  - PEACEFUL PLANET PARTY / seiya-murai + A.I.Units
- pop'n music ラピストリア
  - 終末の序曲〜オワリノハジマリ〜 / フレディ波多江とエレハモニカ
- pop'n music éclale
  - Geocentrism / 劇団レコード＋world sequence
- pop'n music うさぎと猫と少年の夢
  - モヘア / seiya-murai feat. 藤野マナミ
  - リモーネ・ディ・マッキーナ / BEMANI Sound Team "seiya-murai"
  - No NAME Colors / pop'n fellows
- pop'n music peace
  - たぶん、キスくらいしてる / Kiyommy+Seiya
- pop'n music 解明リドルズ
  - Watchdog The Sleeper / BEMANI Sound Team "seiya-murai"
- pop'n music UniLab
  - Tan♪Tan♪Tan♪ / BEMANI Sound Team "seiya-murai" feat. ALT
- pop'n stage ex
  - WE TWO ARE ONE (pm4 / pm9にLong Ver.も収録) / Lala Moore
- pop'n music (Wii・欧米向け)
  - S-S-PM&R / seiya-murai[曲注 9]

ee'MALL
- CLOUD (ee'MALLでpm用楽曲として配信、pm14で通常解禁)
- さんぽのうた (ee'MALL2ndでpm用楽曲として配信、pm15で通常解禁) / V.C.O.+ALT

Beatmania IIDX
- Leaving… (13 DistorteD) / SEIYA MURAI meets “eimy”
- TRANOID (14 GOLD) / T&S seq. factory[曲注 10]
- the trigger of innocence (15 DJ TROOPERS) / Seiya Murai
- 鉄甲乙女 -under the steel- (16 EMPRESS) / Seiya Murai
- To The Future (17 SIRIUS) / seiya-murai
- La Mar (18 Resort Anthem) / seiya-murai feat. David Solanes Venzalá (作詞・歌)
- GIGANT (19 Lincle) / seiya-murai
- 8bit Princess (20 tricoro) / seiya-murai feat. ALT

Dance Dance Revolution
- REBORN MAGIC (DDR X3 vs 2ndMIX) / seiya-murai meets “eimy”
- Qipchãq (DDR 2013)

GITADORA
- しっぽのロック (V2) / 板橋ギャング[曲注 10]
- Invincible (XG) / 80Apes
- 風／雷 (XG2)
- Spring Pain (XG2) / seiya-murai feat.ALT
- 双つ雲と暁の奏 (XG3)
- ガラス越し→バイなう (GITADORA) / seiya-murai feat.ALT

KEYBOARDMANIA
- Mighty Guy (1st / PS2版にLong Ver.も収録 / pm16) / CHIHOMI （pmp2/pm20にて、荒牧陽子によるカバー版が収録）
- Beyond the Ocean (2nd MIX)
- Hear My Love Song (2nd MIX) / SAKI
- STEAM AND DREAM (2nd MIX)
- まっさら（MA-SSA-RA）(2nd MIX / 3rd MIXにLong Ver.も収録 / pm8) / natural bear
- Limitation (3rd MIX) / Seiya Murai
- Pink Rose (3rd MIX / pmCS5 / DDR EXTREME / IIDX12 HAPPY SKY / jubeat saucer) / Kiyommy+Seiya

jubeat
- 隅田川夏恋歌 (ripples) / seiya-murai feat.ALT
- KUNG-FU MAMA (knit) / seiya-murai feat. ALT
- HEAT-BIT-HIT-BEAT (copious APPEND)
- Baby Bleep March (saucer) / seiya-murai
- Life Connection (saucer)
- Invisible Border (Qubell)

REFLEC BEAT
- まるでマトリョーシカ (limelight) / seiya-murai feat.ALT
- みんな笑った (colette -Spring-) / seiya-murai feat.凸BOT娘
- Velvet Sentiment (colette -All Seasons-) / seiya-murai
- 風詠之舞～カゼヨミノマイ (悠久のリフレシア)

ノスタルジア
- 夕焼け猫とブリキのロボット (ノスタルジア) / seiya-murai feat.ALT
- Echoes of Oblivion (Op.2) / BEMANI Sound Team "seiya-murai"
- My Little Snowman (Op.3) / BEMANI Sound Team "world sequence"

その他
- 晴天Bon Voyage (私立BEMANI学園) / TOMOSUKE×seiya-murai feat.ALT
- 未来（ダ）FUTURE (ミライダガッキ) / seiya-murai
- キミとワタシのオンガク (BeatStream アニムトライヴ) / seiya-murai feat.ALT

### BEMANI系CDの特典曲など
サントラCD等に収録されていてゲームでは未収録の曲。主にリミックスやロングバージョンがある。アーティスト名及び収録CD名は省略する。（おもな収録CDは「V-RARE SOUND TRACK」や『pop'n music』のサントラCD及びアルバムである。）
- ゲームに収録されている曲のリミックス、または原曲
  - PROTO TYPE〜戦火
  - 掌の革命 moonlit mix
  - 掌の革命（Another TrackDown Ver）
  - 電波の暮らし〜電気人形 Remix
  - 天麩羅兄弟ノ二度揚ゲ
  - 乱・DEV⇔DED
  - どうなっちゃったって（2001REMIX）
  - キボウノタネ 〜 concerto long version
  - オトメルンバ♪ はにゃはにゃりみっくす
  - 0/1ANGEL（さなろいど）
  - Space Dog -ALT mode-
  - 龍舞〜DRAGON DANCE〜Revision-4

- タイトルミュージック及びシステムミュージックも担当していることがある
  - pop'n music 9 タイトルジングル
  - Hello! pop'n music 10
  - OPENING pop'n music11
  - OPENING pop'n music いろは
  - at Pop'n Cafe 〜 ポップンミュージック9タイトルより
  - We Love Pop'n Music
  - pop'n music12 いろは システムBGMメドレー
  - ending theme （pop'n stage）

- ゲーム無関係のオリジナル曲（BEMANI関連曲）
  - TQ〜チキュウ〜
  - 言わなきゃ
  - さいれんない♪
  - BEAT PLANET
  - Unit
  - GEO SONG
  - 粉雪舞う空の下

### BEMANI以外のおもな楽曲

#### みつめてナイト
- みつめて（Vocal:小西寛子）
- 明日を夢見て（Vocal:小西寛子）
- 明日があるから（Vocal:小西寛子）
- 恋をすると（Vocal：國府田マリ子）

#### ときめきメモリアル
- 内気な眠り姫 (Vocal:栗原みきこ)
- ハードカヴァーはずして (Vocal:関根明子)
- 恋愛物語入門 (1) 初歩の初歩 (Vocal:國府田マリ子)
- この想いのせて (Vocal:國府田マリ子)
- あなたの瞳にうつる時間 (Vocal:久川綾)
- 神様の常識 (Vocal:國府田マリ子)
- フィフネルの宇宙服 (Vocal:菊池志穂)
- 雨のちまた雨 (Vocal:栗原みきこ)
- 手のひらの革命 (Vocal:中友子)
- とりあえず…ヒロイン宣言! (Vocal:よしきくりん、共同作曲:メタルユーキ)
- さよなら日記〜友達失格〜 (Vocal:関根明子)
- 友達というスタンス (Vocal:小野坂昌也)
- アンテナ・ライフ (Vocal:鉄炮塚葉子、共同作曲:流石野孝)
- 薔薇の吐息 (Vocal:津野田なるみ)
- ハートのスタートライン (Vocal:菅原祥子&菊池志穂&黒崎彩子)

#### オトカドール
- オトカドール このゆびとまれ (Vocal:NU-KO) - pop'n music éclale、jubeat plus、REFLEC BEAT plus収録
- マイ♪ドリームステージ (Vocal:NU-KO) - REFLEC BEAT plus収録
- Healing Tree (Vocal:NU-KO) - jubeat plus収録
- Tomorrow Tomorrow (Vocal:NU-KO)
- BARRIER (Vocal:NU-KO) - pop'n music うさぎと猫と少年の夢収録
- てんきあめ(Vocal:NU-KO)
- 黒い月の遊戯 (Vocal:NU-KO) - pop'n music うさぎと猫と少年の夢、jubeat plus、REFLEC BEAT plus収録
- My Precious One (Vocal:NU-KO) - REFLEC BEAT plus収録
- ちらちら・はらはら (Vocal:NU-KO) - beatmania IIDX 24 SINOBUZ収録
- もっと私を好きになって! (Vocal:NU-KO) - jubeat plus収録
- 進め! 女の子のマーチ (Vocal:NU-KO) - pop'n music うさぎと猫と少年の夢収録
- シ・ア・ワ・セ＝ペロリ♪ (Vocal:NU-KO)
- 愛だ恋だの情熱(Vocal:NU-KO)
- イツモノワタシ(Vocal:NU-KO)
- 天ノ川夜曲(Vocal:NU-KO)
- いのちの雫(Vocal:NU-KO)
- 潮騒のうた(Vocal:NU-KO)
- トゥルーライヤー(Vocal:NU-KO)
- お気に召すままア・ラ・カルト(Vocal:NU-KO)
- 刻印～ Impress(Vocal:NU-KO)
- ミカヅキ・フォーチュン(Vocal:NU-KO)
- フローズン・ドール(Vocal:NU-KO)

ほか多数。